# Campo Armiño

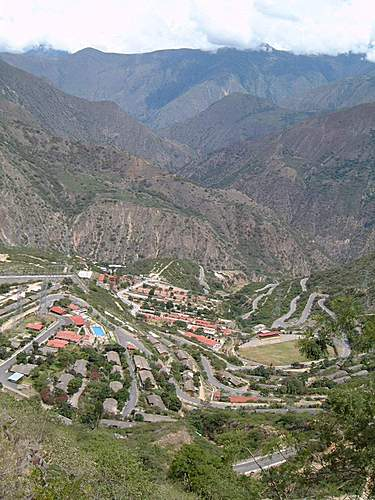
Parte central de Campo Armiñó.

Campo Armiño es el nombre que recibe el campamento de los trabajadores y sus familias relacionados con la Central Hidroeléctrica del Mantaro, del departamento de Huancavelica de la Provincia de Tayacaja. 
En la década de los 70 Tayacaja cobra importancia nacional, al construirse el Campo Armiño del distrito de Colcabamba la más grande hidroeléctrica del país: El Complejo Hidroeléctrico Mantaro explota el desnivel de 1000 metros producido en la primera de las dos curvas formadas por el río Mantaro en su discurrir a la cuenca del río Amazonas. Comprende dos centrales hidroeléctricas en cascada:
- La primera Central, que toma las aguas del río Mantaro a través de un túnel de 19,8 kilómetros, se denomina “Santiago Antúnez de Mayolo – SAM”, con 798 MW de potencia instalada, fue construida en dos etapas: la primera que entró en operación en 1973, que comprende los grupos 1, 2 y 3; y la segunda en 1979, con los grupos 4, 5, 6 y 7.

- La segunda Central toma las aguas turbinadas de SAM, denominada “Restitución – RON”, con 210 MW de potencia instalada y entró en operación en el año 1985.

Cuenta con dos sedes: la de Campo Armiño con un área aproximada de 600 hectáreas y la de Presa Tablachaca (Kichuas) con 65 hectáreas. Campo Armiño está ubicada en el Departamento de Huancavelica, Provincia de Tayacaja, Distrito de Colcabamba, a 170 kilómetros de la ciudad de Huancayo y a 470 kilómetros de la ciudad de Lima. Kichuas está ubicada en el distrito de Colcabamba, Departamento de Huancavelica, a 60 kilómetros de Campo Armiño y a 100 kilómetros de la ciudad de Huancayo.

## Población
Campo Armiño tiene una población reducida ya que sólo los trabajadores de SAM habitan el lugar. La mayoría proceden de los pueblos aledaños. 
| N.º | Nombre     | Categoría |  |
| --- | ---------- | --------- |  |
| 1   | Pichiu     | Pueblo    |  |
| 2   | Cholamayo  | Caserío   |  |
| 3   | Usumpampa  | Caserío   |  |
| 4   | Andaymarca | Pueblo    |  |
| 5   | Durasnuyog | Pueblo    |  |

## Instalaciones
A inicios de los 70 aproximadamente, la Empresa Impregilio, de origen italiano llevó a cabo la construcción de la hidroeléctrica SAM (Santiago Antúnez de Mayolo), que es la actual proveedora de más del 60% de la producción de energía eléctrica.

## Transporte

### Vías de acceso
El acceso de las ciudades de Huancayo, Lima, Pampas y Huancavelica a la ciudad de Campo Armiño, es a través de vía terrestre. 
Vías de Acceso
| Tramo                                         | Tipo de vía                                            | Medio de acceso | Distancia | Tiempo aproximado de viaje          |
| --------------------------------------------- | ------------------------------------------------------ | --------------- | --------- | ----------------------------------- |
| Huancayo - Pampas - Colcabamba - Campo Armiño | Carretera asfaltada desde Huancayo es carretera trocha | Autos, Ómnibus  | 146 km    | 4 horas de auto y 10 horas Óminibus |